# TC3
 (février 2024).
Si vous disposez d'ouvrages ou d'articles de référence ou si vous connaissez des sites web de qualité traitant du thème abordé ici, merci de compléter l'article en donnant les références utiles à sa vérifiabilité et en les liant à la section « Notes et références ».
 (février 2024).
Pour l’article homonyme, voir 2008 TC3 (astéroïde géocroiseur).
TC3 (Technologie des Catalogues 3D) correspond au processus de création de bibliothèques d’objets 3D utilisées dans les logiciels de Conception assistée par ordinateur. Les catalogues 3D facilitent le travail des ingénieurs, architectes, designers et autres utilisateurs des programmes de CAO car ils réduisent considérablement le temps de travail requis pour le dessin et le rendu de projet. Ce processus relativement récent[Quand ?] permet de laisser davantage de place à la création et à la gestion de projets.  

## Utilisation
La TC3 est le plus souvent utilisée par les industriels et les fabricants afin de séduire[réf. nécessaire] les clients. La TC3 est la plus efficace dans les cas où le client est déjà utilisateur de logiciels de CAO. Pour illustrer ce constat, prenons l’exemple d’un fabricant de produits de luxe : s’il utilise la TC3, il est sûr[réf. nécessaire] de satisfaire les attentes des architectes qui sont majoritairement  utilisateurs de programmes de CAO.

## La supériorité de la TC3 sur les catalogues papiers
La CAO s’est largement répandue parmi les designers de tous secteurs, le processus de TC3 apparaissant comme indispensable. Un objet provenant de la TC3 peut en effet être incorporé dans un projet lors de la phase initiale de conception et est immédiatement exploitable par les concepteurs. Les Catalogues 3D sont facilement consultables et les utilisateurs (les clients des fabricants) deviennent davantage familiers avec les produits en les intégrant dans leur logiciel habituel de travail.

## Processus
Un  Catalogue 3D peut être créé à partir de scans 2D/3D ou grâce à l’exploitation de fichiers de CAO existants. Cette matière première est appelée « Données de construction », d'après la façon dont elles sont obtenues. Ces données sont ensuite utilisées pour modéliser le plus fidèlement possible les objets en 3D. Le résultat (habituellement appelé 3D Master) est ensuite divisé en différentes vues 2D : Dessus, Face, Arrière, Droite et Gauche. Le standard minimum est généralement de 6 fichiers par objet de catalogue, c’est-à-dire 1 objet en 3D et 5 projections en 2D, dans le cas d’un objet design par exemple.

## Conversions
La plupart des catalogues 3D sont destinés à exister en plusieurs formats de CAO. L’objectif est d’atteindre le plus grand nombre d’utilisateurs possible, car les ingénieurs, architectes, designers ont différentes préférences pour leur outil de travail. 